# Campeonato Nacional de Basquetebol (Tunísia)
O Campeonato Nacional de Basquetebol (em francês:  Championnat National A), também conhecido por razões de patrocinadores como Championnat National Ooredoo, é a máxima competição do basquetebol masculino entre clubes da Tunísia. É disputado desde 1956 e é organizado pela Federação Tunisiana de Basquetebol (em francês:  Fédération Tunisienne de Basket Ball).
O Étoile Sportive de Radès é o maior campeão com 13 conquistas, sendo que 9 delas foram sucessivas entre 1964 e 1972, seguido do Stade Nabeulien e Union Sportive Monastirienne com 8 êxitos. O Étoile Sportive du Sahel é o único clube tunisiano que conquistou a Copa dos Campeões Africanos em 2011 ao vencer o Primeiro de Agosto de Angola.

## Clubes Atuais 2021-22
| Club                           | City         | Arena                          | Capacity | Founded | Titles | Last title |
| ------------------------------ | ------------ | ------------------------------ | -------- | ------- | ------ | ---------- |
| Union Sportive Monastirienne   | Monastir     | Mohamed-Mzali Sports Hall      | 4 075    | 1923    | 7      | 2022       |
| Étoile Sportive de Radès       | Radès        | Salle Couverte Taoufik-Bouhima | 3 500    | 1953    | 13     | 2018       |
| Jeunesse Sportive Kairouanaise | Kairouan     | Salle Couverte de Kairouan     | 3 000    | 1942    | 3      | 2006       |
| Dalia Sport de Grombalia       | Grombalia    | Salle Couverte de Grombalia    | 1 400    | 1993    | –      | –          |
| Club Africain                  | Tunis        | Salle Chérif-Bellamine         | 2 500    | 1956    | 4      | 2016       |
| Stade Nabeulien                | Nabeul       | Salle Bir Challouf             | 5 000    | 1936    | 8      | 2010       |
| SS Sfaxien                     | Sfax         | Salle Mohamed-Ali-Akid         | 2 000    | 1960    | –      | –          |
| JS Manazeh                     | El Menzah    | El Menzah Sports Palace        | 4 500    | 1997    | –      | –          |
| Ezzahra Sports                 | Ezzahra      | Ezzahra Arena                  | 2 500    | 1936    | 6      | 1999       |
| Union El Ansar                 | Dar Chaabane | Salle de dar Chaâbane          | 1 000    | 1946    | –      | –          |

## Listas dos Campeões
| - 1956 : L'Orientale - 1957 : Stade Gaulois - 1958 : Association Sportive Française - 1959 : Jeanne D'Arc D'avant-Garde - 1960 : Jeanne D'Arc D'avant-Garde - 1961 : Association Sportive Française - 1962 : Avant-Garde de Tunis - 1963 : Stade Nabeulien - 1964 : Union Sportive Radésienne - 1965 : Étoile Sportive de Radès - 1966 : Étoile Sportive de Radès - 1967 : Étoile Sportive de Radès - 1968 : Étoile Sportive de Radès - 1969 : Étoile Sportive de Radès - 1970 : Étoile Sportive de Radès - 1971 : Étoile Sportive de Radès - 1972 : Étoile Sportive de Radès - 1973 : Zitouna Sports - 1974 : Club Sportif des Cheminots - 1975 : Stade Nabeulien - 1976 : Étoile Sportive de Radès - 1977 : Espérance Sportive de Tunis - 1978 : Club Sportif des Cheminots - 1979 : Espérance Sportive de Tunis - 1980 : Espérance Sportive de Tunis - 1981 : Étoile Sportive du Sahel - 1982 : Ezzahra Sports - 1983 : Ezzahra Sports - 1984 : Étoile Sportive de Radès - 1985 : Étoile Olympique La Goulette Kram - 1986 : Étoile Olympique La Goulette Kram - 1987 : Étoile Olympique La Goulette Kram - 1988 : Étoile Olympique La Goulette Kram - 1989 : Stade Nabeulien - 1990 : Étoile Olympique La Goulette Kram | - 1991 : Étoile Olympique La Goulette Kram - 1992 : Stade Nabeulien - 1993 : Ezzahra Sports - 1994 : Ezzahra Sports - 1995 : Étoile Olympique La Goulette Kram - 1996 : Stade Nabeulien - 1997 : Ezzahra Sports - 1998 : Union Sportive Monastirienne - 1999 : Ezzahra Sports - 2000 : Union Sportive Monastirienne - 2001 : Jeunesse Sportive Kairouanaise - 2002 : Jeunesse Sportive Kairouanaise - 2003 : Jeunesse Sportive Kairouanaise - 2004 : Club Africain - 2005 : Union Sportive Monastirienne - 2006 : Stade Nabeulien - 2007 : Étoile Sportive du Sahel - 2008 : Stade Nabeulien - 2009 : Étoile Sportive du Sahel - 2010 : Stade Nabeulien - 2011 : Étoile Sportive du Sahel - 2012 : Étoile Sportive du Sahel - 2013 : Étoile Sportive du Sahel - 2014 : Club Africain - 2015 : Club Africain - 2016 : Club Africain - 2017 : Étoile Sportive du Sahel - 2018 : Étoile Sportive du Sahel - 2019 : Union Sportive Monastirienne - 2020 : Union Sportive Monastirienne - 2021 : Union Sportive Monastirienne - 2022 : Union Sportive Monastirienne - 2023 : Union Sportive Monastirienne |

## Títulos por Clube
| Clube                             | Títulos |
| --------------------------------- | ------- |
| Étoile Sportive de Radès          | 13      |
| Stade Nabeulien                   | 8       |
| Union Sportive Monastirienne      | 8       |
| Étoile Olympique La Goulette Kram | 7       |
| Ezzahra Sports                    | 6       |
| Étoile Sportive du Sahel          | 6       |
| Club Africain                     | 4       |
| Jeunesse Sportive Kairouanaise    | 3       |
| Espérance Sportive de Tunis       | 3       |
| Association Sportive Française    | 2       |
| Jeanne D'Arc D'avant-Garde        | 2       |
| Club Sportif des Cheminots        | 1       |
| Zitouna Sports                    | 1       |
| Avant-Garde de Tunis              | 1       |
| Stade Gaulois                     | 1       |
| L'Orientale                       | 1       |